# Полим
Поли́м (Пихтовка, рос. Полым) — річка в Пермському краї (Частинський район) та Удмуртії (Воткінський район), Росія, ліва притока Сіви.
Починається на північний захід від гори Клинова. Протікає спочатку на південний захід, потім повертає на північний схід, входячи на територію Удмуртії. Впадає до Сіви трохи вище гирла Ківари.
Русло нешироке, у верхній течії пересихає. Приймає декілька дрібних приток.